# بردز پوینت، ساسکاچوان
بردز پوینت (به انگلیسی: Bird's Point) یک منطقهٔ مسکونی در کانادا است که در ساسکاچوان واقع شده‌است. بردز پوینت ۰٫۵۹ کیلومتر مربع مساحت و ۱۱۲ نفر جمعیت دارد و ۴۶۰٫۳ متر بالاتر از سطح دریا واقع شده‌است.